# Nargis Taraki
Nargis Taraki ( Gazni, Afganistán, 24 de mayo de 1997 ) es una activista afgana. En 2018 fue una de las mujeres elegidas por la BBC como una de las 100 mujeres más influyentes del mundo del año (100 Mujeres BBC).

## Biografía
Taraki nació en 1997, fue la quinta hija de un matrimonio afgano. Debido a motivos culturales sus padres recibieron fuertes presiones para separarse y poder concebir un hijo varón con otra mujer o bien intercambiar a Nargis por otro niño del pueblo. Ellos se negaron a hacerlo y con la llegada de los talibanes en 1998 huyeron a Pakistán, donde tuvieron un hijo y una hija más.
Más tarde pudieron volver a su país después de la derrota de los talibanes, y Nargis continuó con sus estudios.Tenía 15 años cuando participó activamente en una campaña puerta a puerta para motivar a las familias a permitir que las mujeres de su familia recibieran educación. Trabajó voluntariamente junto con otros activistas, y los resultados fueron bastante impresionantes, al final de la campaña, lograron inscribir a cientos de niñas en la escuela local y consiguieron el apoyo de sus familias a favor de la educación de las niñas.
Después se graduó en Ciencias Políticas en Kabul . En la universidad, profundizó su estrategia de participación social e incluso comenzó su trabajo con diversas organizaciones de la sociedad civil para buscar coaliciones nacionales para abordar la discriminación contra las mujeres y promover la igualdad de género. Fue elegida como representante estudiantil, con el objetivo de disminuir el acoso sexual y ayudar a mejorar la condición de la educación de las niñas. Junto a su hermana fue a ver un partido de cricket en un estadio de Kabul y sus imágenes en el estadio fueron difundidas en las redes sociales, creando un gran revuelo y muchas críticas, llegando a decirse que promovían el adulterio y que estaban pagadas por los Estados Unidos.
Fue elegida en 2018 como una de las mujeres más influyentes del siglo XXI con actos tanto en Londres como México. Conocido el nombre de las premiadas, comienza un programa de la BBC llamado "BBC s women season", de tres semanas de duración, en el que se incluye una emisión y difusión de las premiadas, programas en línea, debates y artículos relacionados con el tema de las mujeres.
En su pueblo natal de Ghazni intentó abrir una escuela pero por motivos culturales y debido a su peligrosidad aún no lo ha podido realizar. Trabaja para varias Organizaciones No gubernamentales para mejorar la educación, la salud y el empoderamiento de las mujeres. Da charlas en la universidad sobre el derecho de las niñas a ir a la escuela y conseguir un trabajo .

### Trayectoria
Desde hace cinco años lleva trabajando como activista con organizaciones no gubernamentales. Comenzó a trabajar con la Red de Coordinación y Empoderamiento de la Juventud como consultora de empoderamiento de género y gestionó un proyecto para el empoderamiento económico de las mujeres en el sur de Afganistán, cuyos resultados fueron la mejora del empleo de las mujeres en las instituciones gubernamentales y la reforma de las políticas y procedimientos que impedían a las mujeres la igualdad de oportunidades económicas.
Al mismo tiempo, trabajó para promover la educación de las niñas en el sur de Afganistán llevando a cabo actividades de promoción de la educación de las niñas en las provincias de Ghazni, Zabul y Paktika, y trabajó con las comunidades locales para conseguir su compromiso y apoyo a la educación de las niñas. Los resultados de la promoción fueron la creación de varias escuelas nuevas y la creación de un consejo local de apoyo a la educación de las niñas.
Taraki  también elaboró una propuesta para el Ministerio de Educación para la educación de niñas y mujeres altamente marginadas en Afganistán. Trabaja con ACNUR para proporcionar asistencia jurídica a las mujeres detenidas, ha tratado cientos de casos y ha ayudado a las detenidas a conseguir sus derechos y además trabaja activamente con víctimas de la guerra y defiende sus derechos.

## Premios y reconocimientos
- En 2020 ganadora de los Premios iWoman